# اوبری مالالیو
اوبری مالالیو (انگلیسی: Aubrey Mallalieu؛ ‏ ۸ ژوئن ۱۸۷۳ – ۲۸ مهٔ ۱۹۴۸) بازیگر اهل بریتانیا بود.
از فیلم‌ها یا برنامه‌های تلویزیونی که وی در آن نقش داشته‌است، می‌توان به خیابان باند و چه بلایی بر سر هارکنس آمد؟ اشاره کرد.